# Sipan (Armenia)
Sipan – wieś w Armenii, w prowincji Aragacotn. W 2011 roku liczyła 182 mieszkańców.